# Stan Barstow
Stanley (Stan) Barstow (ur. 28 czerwca 1928 w Horbury, zm. 1 sierpnia 2011) – brytyjski pisarz oraz scenarzysta telewizyjny, filmowy i radiowy.
Wychował się w Ossett jako jedyny syn górnika.
Pięć z jego powieści: A Kind of Loving, Ask Me Tomorrow, Joby, A Raging Calm, The Human Element i 	A Brother's Tale doczekało się adaptacji telewizyjnej. Barstow sam napisał do nich scenariusze. Jego debiut powieściowy A Kind of Loving (polski tytuł filmu Rodzaj miłości) stał się podstawą adaptacji filmowej z 2001 w reżyserii Johna Schlesingera. Stanley Barstow jest również autorem scenariuszy do seriali telewizyjnych: Armchair Theatre, A Family at War, South Riding oraz The Cost of Loving, a także filmów: The Man Who Cried i Calon Gaeth.
W 1951 poślubił Constance Mary Kershaw. Para miała dwoje dzieci.

## Dzieła

### Powieści
- Trylogia Vic Brown
  - A Kind of Loving (1960)
  - The Watchers On the Shore (1966)
  - The Right True End (1976)
- Ask Me Tomorrow (1962)
- Joby (1964)
- A Raging Calm (1968)
- The Human Element (1969)
- A Season with Eros (1971)
- A Brother's Tale (1980)
- Seria Ella Palmer
  - Just You Wait and See (1986)
  - Give Us This Day (1989)
  - Next of Kin (1991)
- B. Movie (1987)

### Zbiory opowiadań
- The Desperadoes: And Other Stories (1961)
- A Casual Acquaintance: And Other Stories (1976)
- The Glad Eye: And Other Stories (1984)

### Dramaty
- A Kind of Loving: Play (wspólnie z A.Bradleyem, 1970)
- Stringer's Last Stand (1973)

### Autobiografia
- In My Own Good Time (2001)